# (175109) Sharickaer
(175109) Sharickaer est un astéroïde de la ceinture principale.

## Description
(175109) Sharickaer est un astéroïde de la ceinture principale. Il fut découvert le 25 juin 2004 à Wrightwood par Mallory Vale. Il présente une orbite caractérisée par un demi-grand axe de 3,13 UA, une excentricité de 0,18 et une inclinaison de 18,4° par rapport à l'écliptique.

## Compléments